# سفينة خطية

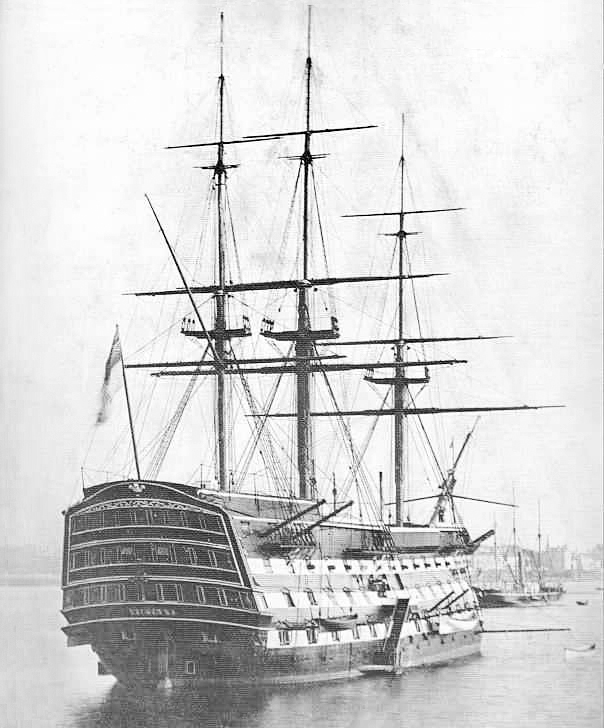
سفينة فيكتوري 1884

سفينة الخط أو سفينة خط المعركة (بالإنجليزية: Ship of the line)‏ نوع من السفن الحربية التي بنيت في القرن القرن السابع عشر حتى منتصف القرن التاسع عشر وهي مصممة بحيث تأخذ دور قتالي في التكتيك البحري المعروف باسم خط المعركة والذي تكون فيه السفن الحربية مصطفة على شكل خط لمواجهة السفن المعادية ، ومع ظهور الطاقة البخارية وظهور البواخر في نهاية الأربعينيات من القرن التاسع عشر قل استخدام السفن الشراعية.